# Ahearne Cup
Ahearne Cup ist der Name zweier Eishockeyturniere. Das erste wurde von 1952 bis 1977 ausgetragen, das zweite 2001 neu gegründet. Beide sind nach dem irischen Eishockeyfunktionär Bunny Ahearne benannt.

## Der original Ahearne Cup
Der erste Ahearne Cup wurde von 1952 bis 1977 mit Ausnahme von 1957 jeweils im Dezember in Schweden ausgetragen und von der Tageszeitung Dagens Nyheter mitorganisiert. Die Finalspiele fanden dabei bei jeder Austragung im Johanneshovs Isstadion in Stockholm statt. Am Wettbewerb konnten neben Vereinsmannschaften auch Nationalteams teilnehmen, auch wenn dies nur sehr selten vorkam. Während die meisten Mannschaften aus Schweden kamen, nahmen auch zahlreiche Teams aus Großbritannien, der Sowjetunion, der Tschechoslowakei, Kanada oder Finnland am Ahearne Cup teil.
Die meisten Turnierteilnahmen beim ersten Ahearne Cup können die schwedischen Vereine Södertälje SK and Djurgårdens IF mit jeweils 20 Starts beim Turnier vorweisen, gefolgt von Leksands IF und AIK Ishockey mit je zwölf Teilnahme. Djurgårdens IF konnte den Wettbewerb zudem mit viermal am häufigsten gewinnen, es folgen die Harringay Racers und der HK Spartak Moskau mit jeweils drei Turniersiegen.
Aufgrund der Teilnahme von kanadischen Mannschaften sowie britischen Clubs, in denen viele kanadische Legionäre spielten, stellte der Ahearne Cup für die meisten europäischen Spieler die erste Begegnung mit dem nordamerikanischen Spielstil dar. Mit der zunehmenden Professionalisierung im nordamerikanischen Eishockey bestand für kanadische und die Verengung der europäischen Spielpläne führten schließlich dazu, dass der Ahearne Cup 1977 zum vorerst letzten Mal ausgetragen wurde.

### Sieger
| - 1952: Edmonton Mercurys - 1953: Harringay Racers - 1954: Harringay Racers - 1955: Nottingham Panthers - 1956: Sowjetunion - 1957: keine Austragung - 1958: Harringay Racers - 1959: Wembley Lions - 1960: Djurgårdens IF | - 1961: Krylja Sowetow Moskau - 1962: Port Arthur Bear Cats - 1963: Djurgårdens IF - 1964: Sowjetunion - 1965: Brynäs IF - 1966: Sherbrooke Castors - 1967: Leksands IF - 1968: Krylja Sowetow Moskau - 1969: Djurgårdens IF | - 1970: HIFK Helsinki - 1971: HK Spartak Moskau - 1972: HK Spartak Moskau - 1973: HK Spartak Moskau - 1974: Djurgårdens IF - 1975: HK Dynamo Moskau - 1976: HK Dynamo Moskau - 1977: AIK Solna |

## Der „neue“ Ahearne Cup
Der neue Ahearne Cup wurde 2001 von der britischen Ice Hockey Superleague gegründet. Beim Wettbewerb spielen jeweils mehrere Teams einer Liga gegen die Clubs einer anderen. Im Jahr 2004 spielten Mannschaften aus der britischen Ice Hockey Superleague gegen Vereine aus der Deutschen Eishockey Liga, 2003 traten britische gegen norwegische Teams der Eliteserien an, 2006 trafen Clubs der neu gegründeten britischen Elite Ice Hockey League auf Teams der DEL.

### Austragung 2002
| Ice Hockey Superleague | 12:16 | Deutsche Eishockey Liga |

### Austragung 2003
| Ice Hockey Superleague | 16:4 | Eliteserien              |
| Nottingham Panthers    | 11:3 | Sparta Warriors          |
| Sheffield Steelers     | 3:5  | Sparta Warriors          |
| Coventry Blaze         | 6:3  | Trondheim Black Panthers |
| Belfast Giants         | 3:0  | Trondheim Black Panthers |
| London Knights         | 8:4  | Storhamar Dragons        |
| Sheffield Steelers     | 5:1  | Storhamar Dragons        |
| Belfast Giants         | 5:4  | Frisk Tigers             |
| Bracknell Bees         | 5:3  | Frisk Tigers             |
| Bracknell Bees         | 1:3  | Vålerenga IF             |
| London Knights         | 3:2  | Vålerenga IF             |

### Austragung 2006
| Elite Ice Hockey League | 0:4 | Deutsche Eishockey Liga |
| Coventry Blaze          | 2:4 | Iserlohn Roosters       |
| Coventry Blaze          | 3:9 | Kölner Haie             |
| Sheffield Steelers      | 1:3 | Iserlohn Roosters       |
| Nottingham Panthers     | 2:6 | Kölner Haie             |